# Jack Okey
Jack Okey (Los Angeles, 3 giugno 1889 – Hollywood, 8 gennaio 1963) è stato un direttore artistico e scenografo statunitense.
È stato candidato due volte per l'Oscar alla migliore scenografia: nel 1930 per Sally e nel 1946 per Schiava del male (Experiment Perilous).

## Filmografia parziale

### Scenografo
- Daredevil Jack, regia di W. S. Van Dyke (1920)
- The White Moth, regia di Maurice Tourneur (1924)
- In Every Woman's Life, regia di Irving Cummings (1924)
- One Year to Live, regia di Irving Cummings (1925)
- Ragazze d'America (Broadway Babies), regia di Mervyn LeRoy (1929)
- Sally, regia di John Francis Dillon (1929)
- Show Girl in Hollywood, regia di Mervyn LeRoy (1930)
- The Truth About Youth, regia di William A. Seiter (1930)
- The Right of Way, regia di Frank Lloyd (1931)
- They Call It Sin, regia di Thornton Freeland (1932)
- Io sono un evaso (I Am a Fugitive from a Chain Gang), regia di Mervyn LeRoy (1932)
- So Big!, regia di William A. Wellman (1932)
- Quarantaduesima strada (42nd Street), regia di Lloyd Bacon (1933)
- Female, regia di Michael Curtiz (1933)
- Private Detective 62, regia di Michael Curtiz (1933)
- Il pugnale cinese (The Kennel Murder Case), regia di Michael Curtiz (1933)
- Le armi di Eva (Fashions of 1934), regia di William Dieterle (1934)
- Passeggiata d'amore (Flirtation Walk), regia di Frank Borzage (1934)
- Il denaro non è tutto (Higher and Higher), regia di Tim Whelan (1943)
- Il ribelle (None But the Lonely Heart), regia di Clifford Odets (1944)
- Schiava del male (Experiment Perilous), regia di Jacques Tourneur (1944)
- La vita è meravigliosa (It's a Wonderful Life), regia di Frank Capra (1946)
- Le catene della colpa (Out of the Past), regia di Jacques Tourneur (1947)
- Il vagabondo della foresta (Rachel and the Stranger), regia di Norman Foster (1948)
- I figli dei moschettieri (At Sword's Point), regia di Lewis Allen (1952)
- Il pirata Barbanera (Blackbeard, the Pirate), regia di Raoul Walsh (1952)
- L'alba del gran giorno (Great Day in the Morning), regia di Jacques Tourneur (1956)
- Il grido delle aquile (Screaming Eagles), regia di Charles F. Haas (1956)
- Là dove il sole brucia (The Young Land), regia di Ted Tetzlaff (1959)

### Direttore della fotografia
- Without Benefit of Clergy, regia di James Young (1921)